# Coliade du trèfle
Colias philodice
Espèce
Le Coliade du trèfle (Colias philodice) est une espèce d'insecte lépidoptère de la famille des Pieridae. Il fait partie de la sous-famille des Coliadinae et du genre Colias qui réside en Amérique du Nord où il est commun. D'où son nom en anglais de Common Sulphur ou Clouded Sulphur.

## Dénomination
Colias philodice a été nommé par Jean-Baptiste Godart en 1819
Synonyme : Eurymus philodice ; Dyar, 1903.

## Noms vernaculaires
Le Coliade du trèfle se nomme Common Sulphur ou Clouded Sulphur en anglais.

### Sous-espèces
- Colias philodice philodice au Canada, Montana, Colorado, Californie, Virginie, Géorgie, Massachusetts, Illinois, Michigan, Pennsylvanie, État de New-York, Utah, Mexique.
- Colias philodice eriphyle (Edwards, 1876) au Colorado, Wyoming, Montana et en Colombie-Britannique.
- Colias philodice guatemalena (Röber, 1909) au Guatemala.
- Colias philodice vitabunda (Hovanitz, 1943) en Alaska et au Canada en Colombie-Britannique, dans le Yukon et dans les Territoires du Nord-Ouest[1].

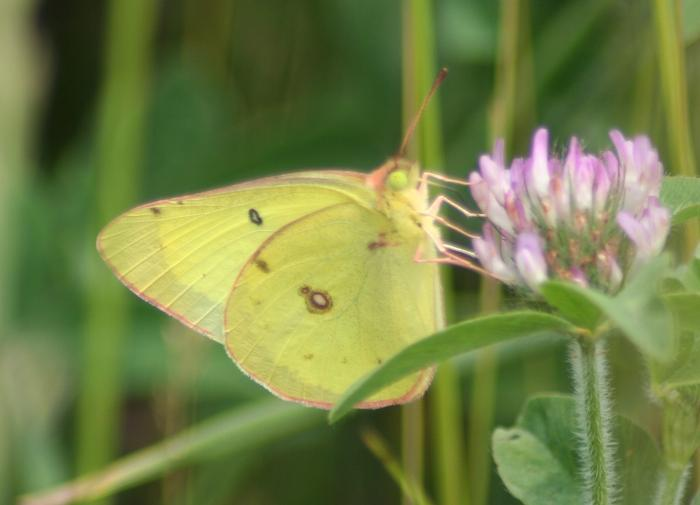
revers d'un mâle

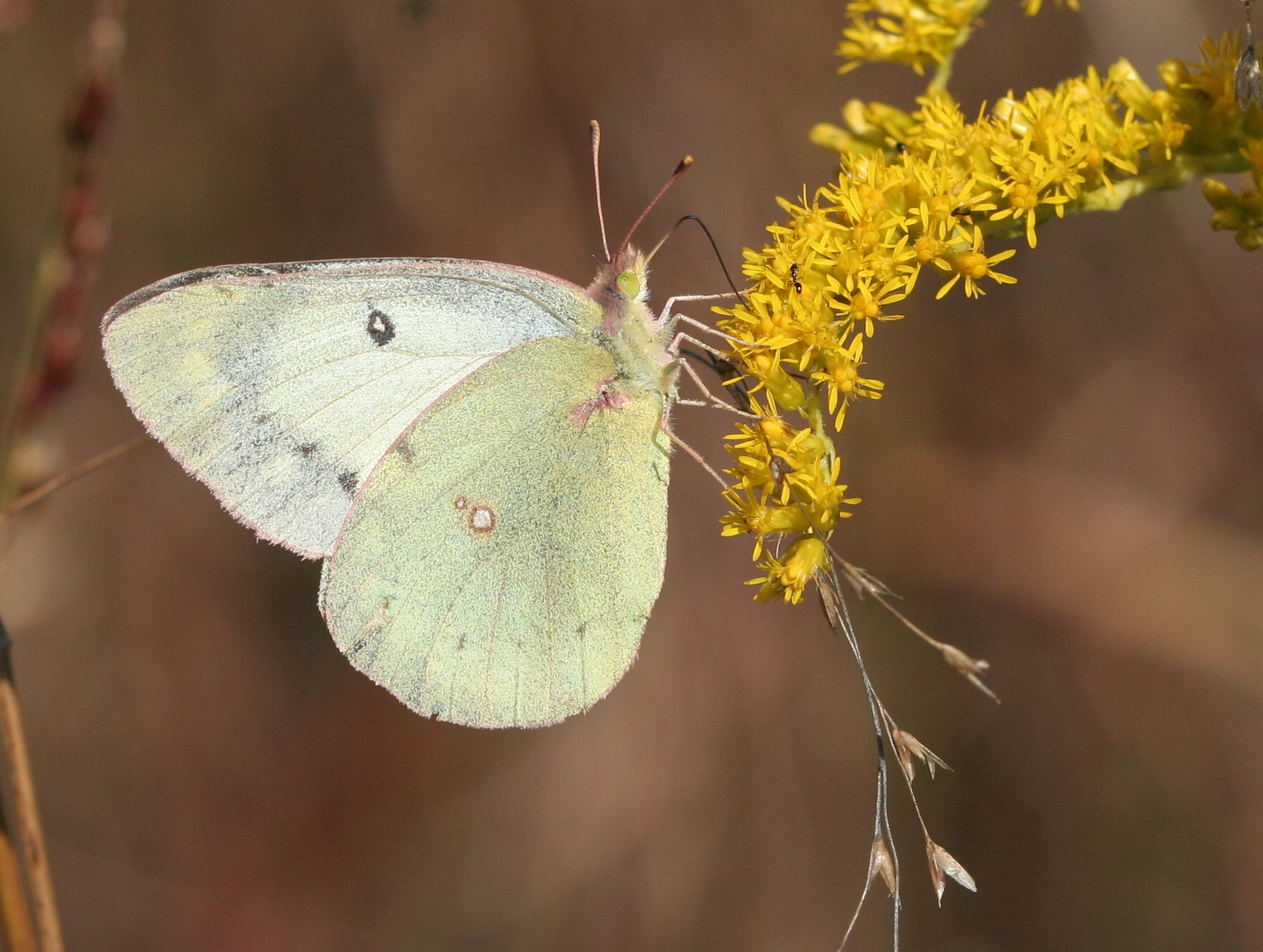
femelle (forme blanche)

## Description
Le Coliade du trèfle est un papillon de taille moyenne (son envergure varie de 32 à 70 mm) aux ailes de couleur jaune clair bordées de noir chez le mâle, de noir taché de jaune chez la femelle. Les femelles de Colias philodice vitabunda sont souvent blanches
Le revers présente une ligne de points submarginaux marron et les ailes postérieures deux points argentés cernés de rose.

### Chenille
La chenille, de couleur verte, est ornée d'une bande dorsale foncée et de bandes claires sur les flancs.

## Biologie

### Période de vol et hivernation
Le Coliade du trèfle vole en deux générations de mai à octobre mais uniquement en juillet août à Terre-Neuve.
Il hiberne au troisième stade de chenille.

### Plantes hôtes
Les plantes hôtes de sa chenille sont nombreuses, des Astragalus  (dont Astragalus miser, Astragalus adsurgens, Astragalus decumbens,Astragalus crassicarpus, Astragalus plattensis), des Trifolium (Trifolium repens, Trifolium pratense, Trifolium agrarium, Trifolium hybridum, Trifolium longipes), Vicia cracca et Vicia americana, Baptisia tinctoria, Hedysarum boreale, Lathyrus leucanthus, Lotus, Lupinus perennis, Medicago sativa, Medicago hispida, Melilotus alba, Pisum sativum, Robinia pseudoacacia, Thermopsis divaricarpa, des Caragana, des Cytisus.

## Écologie et distribution
Colias philodice est présent en Amérique du Nord, dans le nord, l'est et l'ouest de la Colombie-Britannique au Guatemala. Il est donc présent au Canada, en Colombie-Britannique, dans le Yukon et dans les Territoires du Nord-Ouest, aux USA en Alaska, au Montana, Colorado, Californie, Virginie, Géorgie, Massachusetts, Illinois, Michigan, Pennsylvanie, État de New-York, Utah, Colorado et Wyoming, au Mexique et au Guatemala.

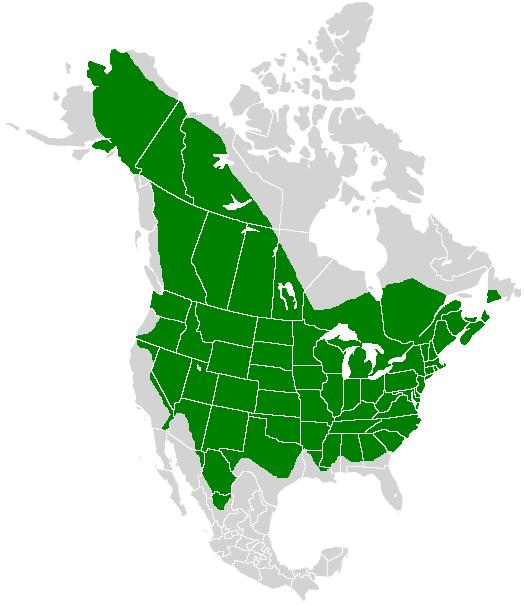
carte de répartition

### Biotope
Il réside dans les champs, le long des routes et près des mares.

### Protection
Pas de statut de protection particulier.

### Liens  taxonomiques
- (en) Tree of Life Web Project : Colias philodice
- (en) Catalogue of Life : Colias philodice Godart, [1819] (consulté le 19 décembre 2020)
- (fr + en) ITIS : Colias philodice  Godart
- (en) Animal Diversity Web : Colias philodice
- (en) NCBI : Colias philodice (taxons inclus)